# Пуджорахарджа, Блазиус
Блазиус Пуджорахарджа (индон. Blasius Pujoraharja, 12 июня 1935 года, Индонезия) — католический прелат, епископ Кетапанга с 15 марта 1979 года по 25 июня 2012 год.

## Биография
8 сентября 1961 года Блазиус Пуджорахарджа был рукоположён в священника.
15 марта 1979 года Римский папа Иоанн Павел II назначил Блазиуса Пуджорахарджу епископом Кетапанга. 17 июня 1979 года состоялось рукоположение Блазиуса Пуджорахарджа в епископа, которое совершил архиепископ Семаранга кардинал Юстинус Дармоджувоно с сослужении с архиепископом Понтианака Иерониммом Геркуланусом Бумбуном и архиепископом Уджунг-Панданга Теодором Луманаувом.
25 июня 2012 года подал в отставку.